# 알바 메사
알바 메사(스페인어: Alba Messa, 1986년 12월 20일 ~ )는 스페인의 배우이다.